# The Don Killuminati: The 7 Day Theory
The Don Killuminati: The 7 Day Theory ist ein Musikalbum von Tupac Shakur, das unter seinem Künstlernamen Makaveli veröffentlicht wurde.
Das Album erschien am 5. November 1996 auf Death Row Records und wird dem Genre Rap, spezieller dem Westcoast Rap zugerechnet. Es ist das letzte von Tupac Shakurs Alben, das zu seinen Lebzeiten fertiggestellt wurde. Es erschien zwei Monate nach seinem Tod und hat sich weltweit etwa 5,5 Millionen Mal verkauft.

## Hintergrund
Tupac wechselte für dieses Album seinen Künstlernamen von 2Pac zu Makaveli, nach dem italienischen Philosophen Niccolò Machiavelli, dessen Werke, unter anderem Der Fürst, Tupac im Gefängnis studiert hatte. Der Titel des Albums The 7 Day Theory leitet sich von der kompletten Produktionszeit her, welche nur sieben Tage gedauert haben soll. Anfangs sollte das Album The 3 Day Theory heißen, da die Aufnahme der Lyrics nur drei Tage beansprucht hat. Jedoch wurden für die gesamte Produktion sieben Tage benötigt, woraufhin der Titel in The 7 Day Theory geändert wurde.
Das Albumcover sorgte besonders deshalb für Aufsehen, da es einen gekreuzigten Tupac zeigt. Es soll seine „Kreuzigung“ durch die Medien symbolisieren, aber in keiner Weise ein Ausdruck von Respektlosigkeit gegenüber Jesus Christus darstellen.
Des Weiteren hat das Album Verschwörungstheorien angestachelt, die besagen, dass Shakur noch am Leben sei und seinen Tod nur vorgetäuscht habe.

## Verbale Streitereien
Tupac hatte vor seinem Tod zahlreiche Beefs mit Rapkollegen von der Eastcoast, mit denen er auf diesem Album abrechnet, darunter auch Nas, der sich zunehmend missverstanden fühlte. Nas sah sich als einzig wahrer King of New York und attackierte deswegen Tupac in diversen Songs. Im Gegensatz zu anderen verbalen Auseinandersetzungen war es ihm in diesem Fall wichtig, die Differenzen auszuräumen, da er in Pac so etwas wie einen Gleichgesinnten sah. Aus diesem Grund sprachen sich die beiden kurz vor Tupacs Ermordung aus und legten ihren Streit bei. Zudem erklärte sich Tupac einverstanden, sollte Nas auf die verbalen Attacken des kommenden Albums nicht antworten, nie wieder auf Nas zurückzugreifen. Außerdem dachten beide über eine Zusammenarbeit nach, zu der es wegen Tupacs Tod jedoch nicht kam. Das Album The Don Killuminati: The 7 Day Theory erschien kurz darauf dann doch mit den Verbalattacken auf Nas.

## Titelliste
| #  | Titel                                | Interpreten                                   | Produzent(en)                                | Länge |
| -- | ------------------------------------ | --------------------------------------------- | -------------------------------------------- | ----- |
| 1  | „Intro/Bomb First (My Second Reply)“ | Makaveli; E.D.I.; Young Noble                 | Darryl „Big D“ Harper; Makaveli              | 4:57  |
| 2  | „Hail Mary“                          | Makaveli; Outlawz; Prince Ital Joe            | Hurt M Badd                                  | 5:09  |
| 3  | „Toss It Up“                         | Makaveli; Danny Boy; K-Ci & Jo-Jo; Aaron Hall | Dametrius Ship; Reggie Moore                 | 5:06  |
| 4  | „To Live & Die in L.A.“              | Makaveli; Val Young                           | QDIII                                        | 4:33  |
| 5  | „Blasphemy“                          | Makaveli                                      | Hurt M Badd                                  | 4:38  |
| 6  | „Life of an Outlaw“                  | Makaveli; Outlawz                             | Darryl „Big D“ Harper; Makaveli              | 4:55  |
| 7  | „Just Like Daddy“                    | Makaveli, Outlawz                             | Hurt M Badd; Nadia Cassini                   | 5:08  |
| 8  | „Krazy“                              | Makaveli; Bad Azz                             | Darryl „Big D“ Harper                        | 5:15  |
| 9  | „White Man'z World“                  | Makaveli                                      | Darryl „Big D“ Harper                        | 5:38  |
| 10 | „Me and My Girlfriend“               | Makaveli                                      | Makaveli; Hurt M Badd; Darryl „Big D“ Harper | 5:10  |
| 11 | „Hold Ya Head“                       | Makaveli; Tyrone Wrice                        | Hurt M Badd                                  | 3:58  |
| 12 | „Against All Odds“                   | Makaveli                                      | Makaveli, Hurt M Badd                        | 4:36  |

## Kommerzieller Erfolg

### Chartplatzierungen und Singles
Das Album stieg auf Anhieb an die Spitzenposition der US-Charts und konnte sich 63 Wochen in diesen halten. In die deutschen Charts stieg das Album auf Platz 76 ein und war insgesamt vier Wochen in den Top 100 vertreten.
Als Singles wurden die Titel To Live & Die in L.A., Hail Mary und Toss It Up veröffentlicht.
| ChartsChartplatzierungen       | Höchstplatzierung | Wochen |
| ------------------------------ | ----------------- | ------ |
| Deutschland (GfK)              | 76 (4 Wo.)        | 4      |
| Vereinigte Staaten (Billboard) | 1 (63 Wo.)        | 63     |
| Vereinigtes Königreich (OCC)   | 53 (2 Wo.)        | 2      |

### Auszeichnungen für Musikverkäufe
Für mehr als 4 Millionen verkaufte Alben in den USA erhielt die Veröffentlichung 4-fach Platin von der RIAA.
| Land/Region                  | Auszeichnungen für Musikverkäufe (Land/Region, Auszeichnung, Verkäufe) | Verkäufe  |
| ---------------------------- | ---------------------------------------------------------------------- | --------- |
| Kanada (MC)                  | Gold                                                                   | 50.000    |
| Vereinigte Staaten (RIAA)    | 4× Platin                                                              | 4.000.000 |
| Vereinigtes Königreich (BPI) | Gold                                                                   | 100.000   |
| Insgesamt                    | 2× Gold · 4× Platin ·                                                  | 4.150.000 |

Hauptartikel: Tupac Shakur/Auszeichnungen für Musikverkäufe